# Копейка
Копейката е дребна разменна монета в Русия (на руски: копейка – 1/100 от рублата), Приднестровието, Украйна (на украински: копійка – копийка, 1/100 от гривната), а също и в Азербайджан (на азербайджански: qəpik – гяпик, 1/100 от маната).

## Етимология
Копейка е кратката форма на „копейная монета“. Най-разпространеното и широко прието тълкувание е, че названието произхожда от думата „копие“, защото на задната страна на монетата винаги се е изобразявал св. Георги Победоносец, възседнал кон и държащ копие, с което пронизва змея. Има също така предположение, че името произлиза от татарския израз „динар копеки“, т.е. монета на хан Копек (или Кебек – 36-ия хан на Златната орда, управлявал в началото на 15 век).
Отначало наричали дребната монета „новгородка“ по името на град Новгород, където за пръв път била сечена. Впоследствие изработването ѝ било пренесено в Москва, където известно време била наричана „сабелка“, защото конникът от задната ѝ страна държал сабя, а не копие, или направо „московка“ по името на града, в който била сечена.

## История

### Копейката наЕлена Глинска
Копейката се появява в резултат на паричната реформа на Елена Глинска, майката на Иван Грозни, проведена на 20 март 1535 г. Причина за реформата била широко разпространената практика за орязване или изпиляване на ценното сребро в намиращите се тогава в обращение монети, което подривало основите на финансовата система и предизвиквало недоверие у хората. Теглото на намиращите се в обращение сребърни монети при Василий III, бащата на Иван Грозни, било около половината от теглото на новопусканите монети. Всички заплахи се оказали безрезултатни и държавата преминала към решителни мерки. Всички стари монети, независимо дали са цели или „олекотени“ били забранени и заменени с нови.
Монетите от онова време имали силно неправилна форма, защото се изработвали от сплесканите отрези от дебела сребърна жица. Поради което се получавали продълговати пластинки, на чиято лицева страна се набивал надписът, а на обратната – изображението на конника. На новата монета на Елена Глинска бил изобразен конник с копие, а не със сабя, което я отличавало от по-старата ѝ посестрима „московката“.
Теглото на копейката било определено на 0.68 грама, колкото тежала старата новгородска пара – денга (на руски: деньгà), за разлика от московската, която била два пъти по-лека. Така при обмяната 1 рубла се равнявала на 100 стари новгородски денги или на 200 стари московски или на 400 полушки (половин московска денга или четвърт нова копейка).

### Копейката наПетър I
В края на 17 век Русия преживява парична криза. До 1696 г. теглото на копейката било само 0.4 грама, а до 1717 г. се смалило до 0.28 грама. Въпреки че тези копейки се пускали по времето на цар Петър I и върху тях било изписано неговото име, нумизматите ги причисляват към монетите на допетровска Русия. За изплащането на голяма сума пари по това време било необходимо много време само за пресмятането им. Тогава Петър I решава да въведе нова парична система, която да отговаря на нуждите на разрастващата се търговия. В по-развитата технологично Западна Европа монетите се сечали от кръгли заготовки с помощта на винтови преси. Добре запознат със западните постижения Петър първи с отвращение наричал родните копейки от сребърна жица „въшки“. Но все още не се решавал да въведе изцяло медни монети с малка стойност, опасявайки се от недоверие, бунтове и размирици.
На първо време пуснали в обращение само дребни медни монети: денга на стойност 1/2 копейка, полушка – 1/4 копейка и полполуша (половин полушка) – 1/8 копейка. И когато се уверили, че тези монети се приемат добре сред народа, едва през 1704 г. се пристъпило към сеченето на медни копейки на стойност 1/100 от сребърната рубла, с което дребните сребърни монети били изцяло заменени с медни, въпреки че сребърни копейки от стария тип продължили да се секат до 1718 г. Изображението на конника с копие в ръка се запазило до края на 18 век.
Петър въвел като парични единици само рублата и копейката. Съществуващите дотогава в Русия денги и алтъни били забранени, както била забранена употребата им във всякакви държавни и официални документи. (1 алтън се равняал на 3 копейки или 6 денги, петоалтън – на 15 копейки или 30 денги.)
Русия станала първата в света страна, която преминала изцяло на десетична монетна система. Едва през 1792 г. в САЩ бил въведен доларът с неговото подразделение от 100 цента, а през 1795 г. десетичната система във финансите била приета и от революционна Франция – 1 френски франк бил равен на 100 сантима, – а оттам се разпространила и в други страни из Европа.
Копейката се пускала в различни номинали, които изцяло се вмествали в десетичната парична система:
2 копейки – грош
3 копейки – алтън
4 копейки – двугрошевик
10 копейки – гривеник
50 копейки – полтина или 1/2 рубла
25 копейки – полуполтина или 1/4 рубла
Монетите, сечени в Полша, имали дори два номинала – спрямо курса злотата и спрямо курса на копейката, но това продължило кратко време – само до 1850 г.
Забележително е, че на някои сребърни и медни монети от Петровския период се използвал доста оригинален подход за обозначаване. За грамотните били изписан номиналът с букви, а за неграмотните – със съответното количество точки или чертички. Този способ се запазил до 1810 г.
При Петър I за пръв път започнали да се изписват датите на пускане на монетите – от 1696 г. Отначало датата е била в съответствие с традиционното тогава в Русия летоброене от сътворението на света, обозначена с буквите от славянската азбука, съответстващи на определеното число. От 1 януари 1700 година летоброенето се опрделя от рождението на Христос и датата започнала да се изпизва съобразно тази система и то с нововъведените арабски цифри.

## Последните копейки на царска Русия
През 1915 г., опитвайки се да се справи с военните разходи по време на Първата световна война, а и поради острия недостиг на метали, царското правителство на Николай II пуска в обращение голямо количество хартиени пари, включително и хартиени копейки. На банкнотите от 1, 2, 3 и 5 копейки буквално е написано „равна по стойност на медната монета“, а на 50 копейковата – „равна по стойност на сребърната монета“. Били пуснати дори пощенски марки, повтарящи серията посветена на 300-годишнината от управлението на династията на Романови, на стойност 1, 2, 3, 10, 15 и 20 копейки, на чиято обратна страна било напечатано „равна по стойност с медната/сребърната монета“. Но тези марки-монети били напечатани на по-дебела хартия и нямали лепкав слом от едната страна, въпреки че не било забранено да се залепват и като обикновени пощенски марки.
През 1916 г. за източната зона на немската окупация били пуснати в обращение монети с номинал 1, 2 и 3 копейки, сечени в монетните дворове в Берлин и Хамбург.

## Съветската копейка
Първите съветски сребърни монети с герба на РСФСР и номинал от 10, 15, 20 и 50 копейки са пуснати през 1921 г. Първата наистина съветска копейка влиза в обращение през 1924 г. Тези монети се сечали от заготовки със същия размер както и редовните царски копейки от 1868 – 1917 г. През следващите години се изработвали и монети с номинал 1/2 копека. Понеже за монетите отивало голямо количество мед, необходима за промишлеността, било взето решение да се спре пускането на медни пари и от 1926 г. се преминало към монети от златист бронз (медно-цинкова сплав с алуминий).
От този момент копейката започнала да тежи 1 грам, две копейки – два грама, три копейки – три грама, пет копейки – пет грама; в една рубла на дребно се равнявала 100 грама малки монети. По това време себестойността на изработката била най-висока. Изготвянето на 1 рубла струвало 16 копейки, а на 1 копейка – 8 копейки. Затова при по-късните парични реформи копейката не се изземвала от обращение. По-големите номинали на копейките – от 10, 15, 20 и 50 копейки се изработвали от медно-никелова сплав с бял цвят.
В по-късните съветски времена за 1 копейка можело да се купи кутия кибрит, два пощенски плика без марките или чаша газирана вода без сиропа.

## Копейката след 1991 г.
В навечерието на августовския преврат през 1991 г. Държавната банка на СССР пуснала в обращение монети с нов дизайн и параметри с номинал от 10 и 50 копейки, 1, 5 и 10 рубли. Сред народа ги нарекли „монетите на ГКЧП“ (монеты Государьственного комитета по чрезвычайному положению – т.е. монети на Държавния комитет по извънредното положение).
След разпада на СССР инфлацията съвсем обезценила копейката. Централната банка на Русия официално заявила тогава, че доживявайки своята 460-а годишнина, копейката престанала да съществува и останала в историята. Въпреки това монетите от 1961 до 1991 г. (дори монетите от 1, 2 и 3 копейки) оставали като законно платежно средство до 31 декември 1998 г. А през периода 1999 – 2003 г. теоретически можели да бъдат обменени срещу новите пари в съотношение 1000:1.
През 1992 г. копейката се появява в Беларус в книжен формат, където 1 беларуска копейка се развнява на 1/100 от беларуската рубла, наричана сред народа „зайчето“. Впоследствие инфлацията почти обезценява и беларуската копейка.

## Копейката образец1997г.
В резултат на деноминацията на руската рубла от 1 януари 1998 г. в Русия била възстановена като официално платежно средство копейката на стойност 1/100 от рублата. Новите копейки имат различни номинали и тегло. Но на всички тях, както и през 1535 г. отново на обратната страна е изобразен конник, носещ в ръка копие. Под предното копито на коня са поставени буквите „М“ (Моска) или „С-П“ (Санкт Петербург), обозначаващи завода-производител.
В началото на второто хилядолетие производството на 1 и 5 копеечните монети излиза по-скъпо от тяхната номинална стойност, затова и все по-често се чуват гласове въобще да се прекрати тяхното производство.

## Копейката в Украйна и Приднестровието
През 1992 г. в Украйна били пуснати пробни монети с номинал „1 шаг“ и „50 шагiв“, но думата „шаг“ не успяла да се наложи като название на подразделението на националната валута „гривна“.
Около названието на бъдещата малка монета се разгорещил сериозен спор. Някои считали, че „копейка“ е руско название и не подхожда на независимата вече Украйна. Все пак на 2 март 1992 г. с постановление на Президума на Върховния Съвет на Украйна названието на дребната разменна монета било определено като „копiйка“.

## Интересни факти

### Най-голямата копейка
Най-голямата копейка е била пусната през 1726 г. по времето на Екатерина I. Тя се сечала от мед в Екатерининбургския монетен двор, а теглото ѝ било 16,38 гр. Копейката имала квадратна фомра с размери 23 х 23 мм.

### Най-тежката копейка
Най-тежката копейка била пусната в периода 1755 – 1757 г. по времето на управлението на Елисавета I. Изработвала се от мед в Санктпетербургския, Московския и Екатерининбургския монетни дворове и тежала 20,48 г. Нумизматите често я наричат „облачната копейка“ или копейката с „орела в облаците“ заради изображенията на обратната страна.

### Монети с еднакъв размер
Монетите с номинал 10 копейки имали един и същ размер в продължение на столетия. 10-те копейки в царска Русия, в РСФСР и Руската федерация имат диаметър около 17 мм.
Еднакви размери имали и копейките с номинал 15 и 20 още от времето на Александър II до прекратяването на емисията им през 1991 г.

### Паметници на копейката
В Русия има няколко паметника на копейката и на петачето (в Москва, в Нижни Новгород, в Ярославъл, в Корольов), също и редица нереализирани проекти (в Новосибирск, в Томск и други градове).